# "A" de Álibi
"A" de Álibi é a estreia da escritora de romances policiais Sue Grafton na série de romance de mistério de Kinsey Millhone "Mistério do Abecedário", publicada em 1982. O romance se dá na cidade fictícia de Santa Teresa, no Sul da Califórnia, baseada em Santa Bárbara. Grafton admite que imaginou a história em suas próprias "fantasias" de assassinar seu então marido enquanto eles estavam se divorciando. A escolha de assassinato por substituir o conteúdo de um comprimido anti-histamínico por oleandro esmagado significou que um álibi não tem valor, pois o conteúdo do comprimido poderia ter sido trocado em um tempo consideravelmente mais cedo do que no qual a vítima realmente engoliu o comprimido.
A primeira impressão de "A" de Álibi foi de 7.500 cópias, com a venda de aproximadamente 6.000.

## Enredo
"A" de Álibi apresenta Kinsey Millhone, uma detetive particular de 32 anos. Ela investiga a morte do importante advogado de divórcio Laurence Fife. Seu assassinato oito anos atrás teve a culpa colocada em sua esposa Nikki Fife, que, depois de ser libertada da cadeia, contrata Kinsey para encontrar o verdadeiro assassino. No curso da investigação, Kinsey se envolve com Charles Scorsoni, um advogado que foi parceiro de Fife. Ela descobre que a morte de Fife está conectada com a de uma mulher em Los Angeles, a contadora de sua firma; ambos morreram depois de tomar suas pílulas de alergia, que foram trocadas por cápsulas envenenadas de oleandro. Kinsey rastreia os pais e o ex-namorado da contadora. Ela então vai a Las Vegas para entrevistar a ex-secretária de Fife, Sharon Napier; ela é morta minutos antes de Kinsey chegar. De volta à Califórnia, Kinsey é mistificada de que o filho de Nikki, Colin, reconhece a primeira esposa de Laurence, Gwen, em uma fotografia. Kinsey assume que Gwen esteve tendo um caso com o ex-marido na época de sua morte. Ela acusa Gwen, que confessa. Pouco depois, Gwen é morta atropelada.
Kinsey resolveu o caso que foi contratada para investigar, mas em um plot twist, ela descobre que suas ideias sobre a morte da contadora estavam completamente erradas: na verdade, foi Scorsoni quem matou-a quando ela descobriu que ele estava desviando dinheiro de fundos mútuos. Ele usou o mesmo método que Gwen utilizou para matar Fife, então seria suposto que a mesma pessoa tenha cometido ambos os assassinatos. Em um confronto final, ele persegue Kinsey pela praia, armado com uma faca. Antes que ele possa matá-la, ela atira nele.